# دون جون
دون جون (بالإنجليزية: Don Jon)‏ هو فيلم رومنسي كوميدي أمريكي صدر في 2013 من كتابة وإخراج جوزيف غوردون-ليفيت. الفيلم من بطولة غوردون-ليفيت، سكارليت جوهانسون، جوليان مور، وبري لارسون. عرض الفيلم لأول مرة في مهرجان صاندانس السينمائي في 18 يناير، 2013 ومن ثم صدر بشكل رسمي في الولايات المتحدة في 27 سبتمبر، 2013.

## القصة
تدور أحداث الفيلم حول شاب يُدعى جونى (جوزيف غوردون-ليفيت) له علاقات عديدة بالكثير من الفتيات لكنه لا يجد المتعة الحقيقة إلا من خلال مشاهدة المواقع الإباحية، يتقابل جونى مع الفتاة المتسلطة «باربرا» (سكارليت جوهانسون) في إحدى الملاهى الليلة يحاول أن يقيم معها علاقة لكنه لا ينجح، يبحث جونى عن هذه الفتاة بعد أن عرف اسمها عن طريق الفيسبوك ويدعوها للغداء، فتنشأ قصة حب بينهم حتى تكتشف بأنه مريض بمشاهدة الأفلام الأباحية فتهجره ليعود جونى إلى حياته التي يقضيها ما بين العمل ومحاولات الحصول على فتاة جديدة كل يوم بالإضافة إلى مشاهدة المواقع الإباحية بحرية، حتى تقابل إستير (جوليان مور) فتنشأ بينهم علاقة ومن خلال حديثه معاها يكتشف أنه فعلا مريض بمشاهدة تلك الأفلام حتى تساعده تلك السيدة على التخلص من هذا المرض.

## طاقم التمثيل
- جوزيف غوردون-ليفيت بدور جون مارتيلو، الابن
- سكارليت جوهانسون بدور باربارا شوغرمان
- جوليان مور بدور إستير
- بري لارسون بدور مونيكا مارتيلو
- غلين هيدلي بدور أنجيلا مارتيلو
- توني دانزا بدور جون مارتيلو، الأب

## الإستقبال

### ردود النقاد
حصل الفيلم على مرجعات إيجابية من أغلب النقاد، حيث حصل على نسبة 81% في موقع الطماطم الفاسدة بناءً على 172 مراجعة. على موقع ميتاكريتيك حصل الفيلم على متوسط تقييم 66% بنائاً على 41 ناقد، مشيراً إلى مراجعات «جيدة بشكل عام».

### في شباك التذاكر
حقق الفيلم إيرادات بلغت 24,477,704 دولار في أمريكا الشمالية و5,973,052 دولار عالميا، ليصبح أجمالي الأرباح الكلي 30,450,756 دولار.

## وصلات خارجية
- دون جون على موقع IMDb (الإنجليزية)
- دون جون على موقع ميتاكريتيك (الإنجليزية)
- دون جون على موقع الموسوعة البريطانية (الإنجليزية)
- دون جون على موقع روتن توميتوز (الإنجليزية)
- دون جون على موقع نتفليكس (الإنجليزية)
- دون جون على موقع قاعدة بيانات الأفلام العربية
- دون جون على موقع ألو سيني (الفرنسية)
- دون جون على موقع Turner Classic Movies (الإنجليزية)
- دون جون على موقع أول موفي (الإنجليزية)
- دون جون على موقع بوكس أوفيس موجو (الإنجليزية)
- Don Jon  على فيسبوك.